# Проспект Вернадського (станція метро, Сокольницька лінія)
55°40′37″ пн. ш. 37°30′22″ сх. д. / 55.67694° пн. ш. 37.50611° сх. д.
Проспект Вернадського (рос. Проспект Вернадского) — станція Сокольницької лінії Московського метрополітену, відкрита 30 грудня 1963 у складі черги «Університет» — «Південно-Західна». Розташована на території району «Проспект Вернадського» Західного адміністративного округу міста Москва.

## Вестибюлі і пересадки
Станція має два виходи. Засклений наземний північний павільйон у 2001, вбудований у Торговельний центр, зліва від виходу з метро розташований Парк 50-річчя Жовтня, через який прямує пішохідна дорога до Раменкі і Мічурінського проспекту. Південний наземний вестибюль з'єднаний з підземними переходами під проспектом Вернадського (вихід до кінотеатру «Зоряний» і великої автобусної зупинки)
Станція має заділ переходу (в центрі залу) на однойменну проектовану станцію Каховської лінії. За перспективною схемою розвитку метрополітену (1965 року) уздовж вулиці Удальцова (парна сторона) було заплановано будівництво Великої кільцевої лінії, тому на етапі будівництва під станцією була споруджена монолітна закладення переходу вниз на однойменну станцію Великого кільця (аналогічне закладення було використано на етапі будівництва переходу між станціями «Каховська» та «Севастопольська»).
На кінець 2012, планується будівництво пересадки на майбутню станцію «Проспект Вернадського» Третього пересадного контуру. З обох сторін нової станції заплановано по три ескалатори, що виходять в підземні вестибюлі, суміщені з підземними переходами.

## Пересадки
- Автобуси: 42, 120, 153, 224, 246, 363, 494, 616, 661, 715, 793, 830, с17, т34, П11

## Технічна характеристика
Конструкція станції — колонна трипрогінна мілкого закладення (глибина закладення — 8 м). Споруджена за типовим проектом. Станція розташована під проспектом Вернадського. На станції два ряди по 40 квадратних колон. Крок колон — 4 м. Відстань між осями рядів колон — 5,9 м.

## Колійний розвиток
Станція без колійного розвитку.

## Оздоблення
Колони оздоблені білим уральським мармуром з жовтуватим відливом. Колійні стіни оздоблені глазурованою керамічною плиткою: верх — білого і блакитного кольорів, низ — чорного. Підлога викладена сірим і чорним гранітом. Світильники приховані в ребристій стелі.
У північному вестибюлі встановлений мармуровий бюст В. І. Вернадського роботи скульптора З. М. Віленського.

Бюст В. І. Вернадського в північному вестибюлі станції. Скульптор З. М. Віленського.